# Castelo Balgonie

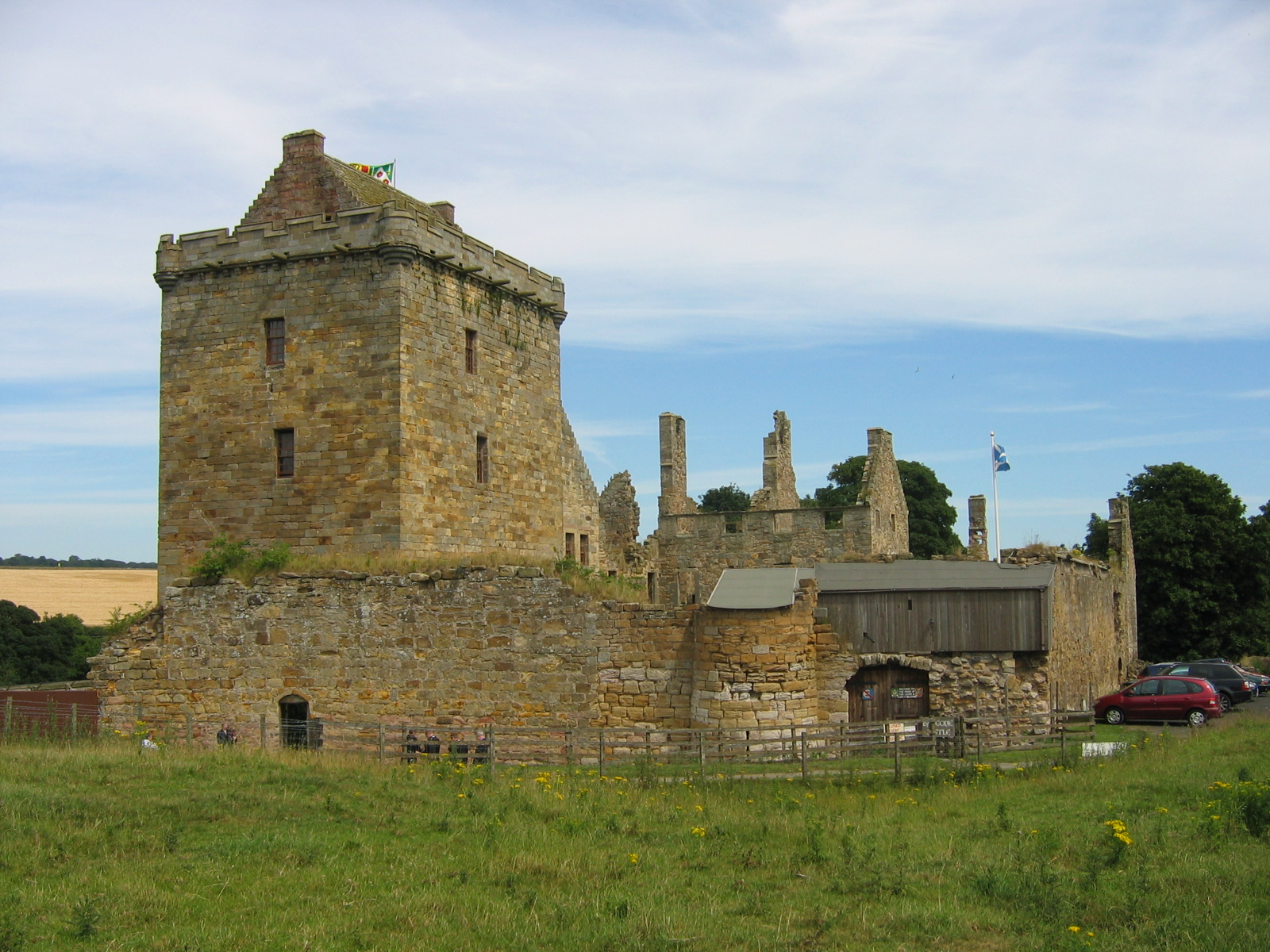
Castelo Balgonie, Escócia.

O Castelo Balgonie (em língua inglesa Balgonie Castle) é um castelo localizado em Fife, Escócia.
O castelo foi protegido na categoria A do listed building, em 24 de novembro de 1972.